# Giulio Salvatore Del Vecchio
Giulio Salvatore Del Vecchio (Lugo, 29 novembre 1845 – Genova, 9 agosto 1917) è stato uno statistico italiano.
Appartenente alla numerosa comunità ebraica della cittadina romagnola, nel 1872 divenne docente  di statistica all'Istituto tecnico di Trapani per poi trasferirsi ad Asti (1874) e infine a Bologna (1876).
Dal 1877 al 1888 fu docente all'università di Bologna, ma nel 1888 divenne professore straordinario all'università di Genova e ottenne l'ordinariato solo nel 1895.
Fu autore di vari studi per conto del governo; scrisse i saggi Gli analfabeti e le nascite (1895) e La famiglia rispetto alla società civile (1887).
Suo figlio fu il celebre giurista Giorgio Del Vecchio.